# Allium kermesinum
Allium kermesinum — вид рослин з родини амарилісових (Amaryllidaceae); поширений у Альпах Словенії та Австрії.

## Поширення
Поширений у Альпах Словенії та Австрії.